# Winter-Paralympics 2010/Biathlon
Bei den X. Winter-Paralympics 2010 wurden zwischen dem 13. und 17. März 2010 im Callaghan Valley bei Whistler zwölf Wettbewerbe im Biathlon ausgetragen.

## Damen
| Disziplin  | Klasse               | Gold               | Gold    | Silber            | Silber  | Bronze                  | Bronze  |
| ---------- | -------------------- | ------------------ | ------- | ----------------- | ------- | ----------------------- | ------- |
| Verfolgung | sehbehindert         | Verena Bentele     | 12:51.8 | Ljubow Wassiljewa | 13:23.4 | Michalina Lyssowa       | 13:40.8 |
| Verfolgung | sitzend              | Olena Jurkowska    | 09:55.5 | Marija Jowlewa    | 10:12.6 | Ljudmyla Pawlenko       | 10:20.7 |
| Verfolgung | stehend              | Anna Burmistrowa   | 11:24.1 | Maija Loytynoja   | 12:59.8 | Aljona Gorbunowa        | 13:25.1 |
| Einzel     | sehbehindert 12,5 km | Verena Bentele     | 43:57.3 | Ljubow Wassiljewa | 46:59.4 | Michalina Lyssowa       | 47:59.1 |
| Einzel     | sitzend 10 km        | Marija Jowlewa     | 38:46.6 | Olena Jurkowska   | 39:07.8 | Andrea Eskau            | 39:54.2 |
| Einzel     | stehend 12,5 km      | Olexandra Kononowa | 46:01.4 | Anna Burmistrowa  | 48:04.0 | Julyja Batenkowa-Bauman | 48:22.5 |

## Herren
| Disziplin  | Klasse               | Gold               | Gold    | Silber                 | Silber  | Bronze                 | Bronze  |
| ---------- | -------------------- | ------------------ | ------- | ---------------------- | ------- | ---------------------- | ------- |
| Verfolgung | sehbehindert         | Witalij Lukjanenko | 10:54.3 | Nikolai Poluchin       | 11:09.2 | Wassil Schapzjaboj     | 11:16.0 |
| Verfolgung | sitzend              | Irek Saripow       | 09:51.0 | Jurij Kostjuk          | 10:38.9 | Andy Soule             | 10:53.1 |
| Verfolgung | stehend              | Kirill Michailow   | 10:32.2 | Nils-Erik Ulset        | 10:51.3 | Hryhorij Wowtschynskyj | 10:58.9 |
| Einzel     | sehbehindert 12,5 km | Wilhelm Brem       | 38:28.6 | Nikolai Poluchin       | 38:32.7 | Witalij Lukjanenko     | 38:55.5 |
| Einzel     | sitzend 12,5 km      | Irek Saripow       | 42:22.4 | Wladimir Kisseljow     | 42:29.9 | Roman Petuschkow       | 43:11.0 |
| Einzel     | stehend 12,5 km      | Nils-Erik Ulset    | 38:29.4 | Hryhorij Wowtschynskyj | 39:28.5 | Josef Giesen           | 41:25.0 |

## Medaillenspiegel
| Medaillenspiegel Biathlon | Medaillenspiegel Biathlon | Medaillenspiegel Biathlon | Medaillenspiegel Biathlon | Medaillenspiegel Biathlon | Medaillenspiegel Biathlon |
| Platz                     | Land                      | Gold                      | Silber                    | Bronze                    | Gesamt                    |
| ------------------------- | ------------------------- | ------------------------- | ------------------------- | ------------------------- | ------------------------- |
| 1                         | Russland                  | 5                         | 7                         | 4                         | 16                        |
| 2                         | Ukraine                   | 3                         | 3                         | 4                         | 10                        |
| 3                         | Deutschland               | 3                         | 0                         | 2                         | 5                         |
| 4                         | Norwegen                  | 1                         | 1                         | 0                         | 2                         |
| 5                         | Finnland                  | 0                         | 1                         | 0                         | 1                         |
| 6                         | Vereinigte Staaten        | 0                         | 0                         | 1                         | 1                         |
|                           | Belarus                   | 0                         | 0                         | 1                         | 1                         |